# Баторий (корабль)
Баторий пол. MS Batory — польское трансатлантическое пассажирское судно, однотипное судно с «Пилсудским». Корабль введён в эксплуатацию в 1936 году и выведен в 1969 году. В 1971—1972 годах разделан на металл в Гонконге. Имел прозвище «Счастливый корабль».

## История

### Проект
В начале 1930-х гг. Польское трансатлантическое судоходное общество (ПТСО) (пол. Polskie Transatlantyckie Towarzystwo Okrętowe SA) имело в своем составе три устаревших судна, приспособленных для перевозки эмигрантов в США («Полония», «Пуласки» и «Костюшко»). Эти суда не соответствовали последним стандартам пассажирского транспорта и подлежали списанию. В это же время было принято решение изменить профиль североамериканской линии с эмигрантской на туристическую. В такой ситуации возникла необходимость в постройке новых кораблей, отвечающих последним стандартам. 27 октября 1932 г. наблюдательный совет ПТСО принял решения о постройке двух кораблей. Тендерные предложения были отправлены на девять европейских верфей. В результате были выбраны два наиболее подходящих предложения для дальнейшего рассмотрения: датской верфи Nakskov Skibsvaerft и итальянской Cantieri Riuniti dell’Adriatico. Предложение итальянцев оказалось более подходящим благодаря современным техническим решениям, применяемым судностроительной верфью, более низким ценам и форме оплаты, которая частично должна была производиться поставками польского угля .

### Строительство
29 ноября 1933 года в Варшаве директора ПТСО и представитель верфи из Монфальконе подписали контракт на строительство двух однотипных пассажирских и грузовых судов. Стоимость контракта, включая проценты, составила около 1,9 миллиона долларов США (69 миллионов лир). 13 декабря 1933 года было подписано соглашение о поставках польского угля на итальянские железные дороги. Поставки должны были быть на сумму 60 миллионов лир, что покрывало большую часть стоимости контракта.
В 1934 г. Польское трансатлантическое судоходное общество (ПТСО) 
(пол. Polskie Transatlantyckie Towarzystwo Okrętowe SA) изменило свое название на Судоходные линии Гдыня-Америка (пол. Gdynia-Ameryka Linie Żeglugowe S.A).
Первый из кораблей назвали «Пилсудский». Название второго судна было предметом множества дискуссий. Со стороны польской общины Америки было внесено предложение назвать корабль «Падеревский». Судовладелец отдавал предпочтение названию «Костюшко», в честь снятого с эксплуатации одноимённого судна. В конечном итоге было выбрано название «Баторий».
Киль «Батория» был заложен 1 мая 1934 года, кораблю присвоили строительный номер 1127. Спущен на воду 3 июля 1935 года, крестной матерью корабля стала Ядвига Бартель де Вейденталь . Опыт эксплуатации «Пилсудского» показал его не самые лучшие мореходные качества, поэтому на «Батории» пришлось внести небольшие технические изменения. 8 апреля 1936 г., через два месяца после окончания срока, предусмотренного контрактом, судно было передано заказчику .

### Описание
«Баторий» представлял собой двухвинтовой пассажирский теплоход, способный перевозить 760 пассажиров и 1200 тонн груза. На тот момент его тоннаж составлял 14 287 брутто регистровых тон, дедвейт 5560 тонн. Корабль имел 7 палуб, в том числе: солнечную палубу, шлюпочную палубу, прогулочную палубу, а также палубы A, B, C и D . Корпус разделялся девятью водонепроницаемыми переборками . Новшеством на этом типе судов было наличие кают всего двух классов: III и туристического. Благодаря этому решению стало возможным лучше планировать круизы и предлагать клиентам более выгодные условия путешествия .

### Интерьер
И «Баторий», и «Пилсудский» должны были стать плавучими салонами, демонстрировать уровень польской культуры. Художественный комитет, состоящий из Войцеха Ястшембовского (председатель), Леха Немоевского (секретарь), Тадеуша Прушковского и Станислава Брукальского, курировал оформление обоих океанских лайнеров. В результате была привлечена к работе большая группа ведущих польских художников, которые спроектировали не только отдельные помещения (гостиные, курительные комнаты, холлы, часовни и т. д.), но и мельчайшие детали, такие как посуда, и меню.

## Служба

### Первые годы службы
21 апреля 1936 года корабль отправился в свой первый рейс из Венеции через Дубровник, Барселону, Касабланку, Фуншал, Лиссабон, Лондон, Кильский канал в Гдыню, куда он прибыл 11 мая 1936 года. 17 мая на судне был торжественно поднят флаг. Первому рейсу посвящена памятная медаль, созданная Юзефом Аумиллером. 18 мая 1936 года «Баторий» впервые отправился из Гдыни в Нью-Йорк под командованием капитана Эустазия Борковского.
Путь по этому маршруту длился, в зависимости от погодных условий, восемь или девять дней. Благодаря новым кораблям, доля «Судоходных линий Гдыня — Америка» в общемировом объёме трансатлантических перевозок увеличилась с 1,5 % в 1935 году до 3 % в 1938 году.
Стоимость билетов в 1936 году составляла 94,5 доллара США в одну сторону и 169 долларов в обе стороны .
3 июня 1937 года корабль получил серьёзные повреждения в результате пожара в машинном отделении на расстоянии 800 морских миль от берегов Америки. Несмотря на повреждения, корабль прибыл в Нью-Йорк самостоятельно. Ремонт длился до 3 июля 1937 года. До начала войны «Баторий» ходил по маршруту Гдыня — Копенгаген — Нью-Йорк — Галифакс, совершив по этому маршруту 39 рейсов, а также 9 круизов.

### Вторая Мировая Война
Когда началась война, «Баторий» находился в Сент-Джонсе, затем отправился в Нью-Йорк через Галифакс, прибыв в порт назначения 5 сентября 1939 года. 19 сентября на корабле началась забастовка, которая закончилась 22 сентября высадкой части экипажа и отстранением капитана Эустазия Борковского. Обязанности капитана судна были возложены на 1-го офицера Францишека Шудзинского. В этот же день корабль перешёл в Галифакс, где оставался до начала декабря .
5 декабря 1939 года «Баторий» был реквизирован Британским адмиралтейством, а на следующий день командование перешло к капитану Эдварду Пачевичу. Корабль прошёл переоборудование, было установлено вооружение. 23 декабря «Баторий» вышел из Галифакса в Глазго с канадской пехотной дивизией на борту и прибыл в порт назначения 31 декабря. В январе и феврале 1940 года корабль ходил по Средиземному и Красному морям. 22 февраля зашёл в Ливерпуль на реконструкцию для увеличения пассажировместимости. В марте 1940 года планировалась переброска солдат экспедиционного корпуса в Финляндию, но в связи с окончанием Зимней войны не состоялась. В первой декаде апреля 1940 года предполагалась переброска войск в Нарвик в нейтральной Норвегии, но не состоялась в связи с победой Германии в Норвежской кампании. 15 апреля 1940 года на судне осуществлялась переброска войск в Харстад (Норвегия), а через два дня корабль вернулся в Шотландию. 13 мая «Баторий» перевозил солдат из Глазго в Харстад; на борту были также норвежские министры. На обратном пути доставил раненых в Гурок. 5 июня «Баторий» прибыл в Харстад, откуда эвакуировал 2268 солдат отступающего экспедиционного корпуса и в составе конвоя, 10 июня достиг устья реки Клайд. Затем корабль совершил переход в Брест, куда 14 июня прибыл 3-й батальон отдельной Подгальской стрелковой бригады и некоторое количество французов.
16 июня 1940 года началась эвакуация из французских портов; более 2300 человек были перевезены в первый рейс из Сен-Назера в Плимут. 19 июня 1940 года произошел бунт экипажа — порядок был наведен взводом матросов с корабля «Гдыня». 21 июня корабль встал на рейд в Сен-Жан-де-Люзе, где в течение суток принял на борт (по разным данным) от 2100 до 3000 человек и доставил их в Плимут. 5 июля 1940 года «Баторий» в составе конвоя отправился из Гринока в Галифакс с грузом английского золота и ценных бумаг, помимо этого груза, на борту находилось 36 ящиков с вавельскими гобеленами и другими ценностями, вывезенными из Польши. На обратном пути 2 августа доставил в Ливерпуль 1200 канадских солдат. 5 августа 1940 года судно вышло в один из своих самых известных рейсов с эвакуированными детьми в Австралию. Во время этого 73-дневного плавания его назвали «поющим кораблем», так как во время перехода дети на борту пели и танцевали. 2 ноября корабль отправился в Веллингтон (Новая Зеландия), где 6 ноября принял на борт 1300 военнослужащих, высадившихся 15 декабря в Суэце. Затем «Баторий» обошел вокруг Африки и 8 февраля 1941 года прибыл в Гурок. .
Два дня спустя «Баторий» зашел в Глазго для ремонта и усиления зенитного вооружения. 1 апреля генерал Владислав Сикорский поднимался на борт «Батория» в Галифаксе. 10 апреля вышел с небольшим конвоем в Исландию. После этого похода корабль начали готовить к десантным операциям; 18 июня на борту корабля побывал президент Владислав Рачкевич. В декабре 1941 года корабль доставил провизию в Гибралтар, а в обратный рейс забрал эвакуированных жителей «Скалы» и группу поляков, освобождённых из лагеря Миранда-де-Эбро в Испании .
В январе 1942 года совершил переход в Западную Африку, откуда 22 марта вернулся в Глазго. С апреля по середину июня дважды совершалась переброска канадских войск по маршруту Галифакс — Гурок. После доставки солдат во Фритаун, Секонди-Такоради и Лагос направился в Нью-Йорк и через Галифакс и Рейкьявик вернулся в Гурок 25 августа. Позже в том же месяце стал к причалу в Глазго для переоборудования в десантное судно. Затем проводились учения для планируемой высадки в Северной Африке. 11 сентября 1942 года американские солдаты были доставлены в Ливерпуль на «Батории», а 26 октября был совершён переход в район Орана .
С 8 ноября по 6 декабря 1942 года корабль осуществлял перевозку транспорта и солдат в Алжир. 9 декабря на рейде итальянские самолёты попытались торпедировать «Баторий», но торпеда попала в соседний корабль с боеприпасами. 10 декабря «Баторий» покинул Алжир и 22 декабря прибыл в Гурок .
В первом квартале 1943 года «Баторий» совершил ещё два рейса из Гурока в Алжир. 28 июня корабль покинул Гурок в составе конвоя KMF-18 с 1843 солдатами на борту, которые высадились 10 июля возле мыса Пассеро на Сицилии. В тот же день отправился на Мальту, откуда на следующий день с конвоем вышел в Александрию. Во время перехода столкнулся с голландским судном «Christiaan Huygens», поэтому 29 июля отправился на ремонт в Бомбей. После трёхмесячного ремонта, с 26 ноября 1943 г., «Баторий» перевозил людей (в том числе и граждан Польши) через Индийский океан.
В середине января 1944 года вернулся в Средиземное море, где совершил 11 переходов с войсками 2 польского армейского корпуса из египетских портов в Таранто. 9 августа 1944 года началась погрузка французских войск, для высадки в южной Франции; «Баторий» стал флагманским кораблем главнокомандующего французской армией генерала Жана де Латра де Тассиньи. Десант был высажен в Сен-Тропе 16 августа, после чего «Баторий» взял курс на Оран.
С 12 сентября в течение следующего месяца корабль совершил три рейса с военными (из Орана или Неаполя) в Марсель. 15 октября вышел из Алжира с конвоем в южную Англию с 1800 солдатами на борту. 22 октября в Плимуте на борт сели дипломаты союзных государств, аккредитованные при французском правительстве, которые на следующий день высадились в устье реки Морле. Впоследствии в Глазго «Баторий» прошел ремонт, который завершился 14 декабря. 19 декабря «Баторий» покинул Глазго и отправился с конвоем в Индию с британскими официальными лицами на борту, высадившимися 11 января 1945 года в Бомбее. 14 января перешел с конвоем из Бомбея в Момбасу, а оттуда через Средиземное море вернулся в Гурок 20 февраля 1945 года .

### Послевоенный период
До мая 1945 года «Баторий» был в ремонте. В то время он находился в распоряжении Объединенного морского ведомства и перевозил солдат в их родные страны из Исландии, Фуншала и Неаполя. 9 июля из-за непризнания лондонского правительства большая часть экипажа покинула корабль. 13 июля было подписано соглашение с британским министерством военного транспорта об аренде «Батория» на условиях «бербоут-чартера», а через два дня был спущен польский флаг, и судно было передано британскому судовладельцу Lamport & Holt Line Ltd. Поскольку у англичан не хватило людей для формирования экипажа, был нанят существующий экипаж. В течение следующих шести месяцев осуществлялась перевозка британских войск с Ближнего Востока в порты южной Франции, а 28 декабря «Баторий» вернулся в Глазго, где стал на ремонт.
4 января 1946 года капитан Дейчаковский передал командование капитану Францишеку Шудзинскому. Ремонт корабля завершился в конце января. 2 апреля «Баторий» был возвращен «Судоходным линиям Гдыня — Америка», и на нем снова был поднят польский флаг. 15 апреля капитан Шудзинский передал судно капитану Яну Свиклинскому . В конце апреля «Баторий» отправили на переоборудование в пассажирское судно. Переоборудованием занималась компания «Mercantile Marine Engineering & Graving Docks Co. SA» в Антверпене. Во время судостроительных работ 26 июля 1946 года в радиорубке корабля начался пожар, который едва не уничтожил «Баторий». Реконструкция была завершена 1 апреля 1947 года, и корабль сразу (то есть после завершения приёмочных испытаний — 5 апреля) отправился в Нью-Йорк с заходом по пути в Саутгемптон. 30 апреля 1947 года он вернулся (впервые после войны) в Гдыню. В 1949 году на борту «Батория» сбежал из США агент Коминтерна Герхарт Эйслер, который был арестован и освобожден под залог. Это была вторая попытка Эйслера бежать из США; первая состоялась в 1948 г.. «Баторий» работал на североамериканской линии до апреля 1951 года, пока в результате ответных действий США после «дела Эйслера» линия не была приостановлена . С 1 января 1951 г. «Баторий» перешел в собственность Польских океанских линий (пол. Polskie Linie Oceaniczne).
С апреля по 18 июля 1951 года на британской верфи «Palmers Shipbuilding & Iron Co., Ltd» в Хебберн-он-Тайн корабль был адаптирован для плавания в тропических условиях, и 23 августа он открыл пакистано-индийскую линию по маршруту Гдыня — Саутгемптон — Гибралтар — иногда Валлетта — Порт-Саид — Суэц — Аден — Карачи — Бомбей, на которой корабль выполнил 25 рейсов. В этот период «Баторий» также совершал круизы. В августе 1952 года взял на борт группу польских олимпийцев в Хельсинки. 19 июня 1953 года во время ремонта на британской верфи «Palmers Shipbuilding & Iron Co., Ltd» в Хеббурн-он-Тайн сбежал капитан Свиклинский (его предупредили, что по возвращении в Польшу он будет арестован по подозрению в шпионаже), корабль вернулся в Польшу под командованием старшего офицера.
Примерно 3 ноября 1954 года около Крита во время рейса огромная волна смертельно ранила одного из моряков, работавшего на носовой палубе, и смыла за борт троих других; после семичасового поиска моряков, смытых в море, они были объявлены пропавшими без вести.
В конце октября 1956 года, незадолго до блокады, «Баторий» покинул Суэцкий канал. 26 января 1957 года он совершил свой последний рейс по пакистано-индийскому маршруту. Затем «Баторий» было решено перенаправить в Северную Атлантику.
С февраля по май 1957 года корабль проходил модернизацию и реконструкцию на верфи «Norddeutscher Lloyd» в Бремерхафене. Была возвращена оригинальная окраска — чёрный корпус и белые надстройки. 26 августа 1957 года корабль вернулся в Атлантику, на канадскую линию (Гдыня — Копенгаген — Саутгемптон — Монреаль). 12 ноября 1960 года судно спасло экипаж канадского лесовоза «Септилис Трейдер». В период с 16 января по 11 апреля 1965 года корабль прошёл капитальный ремонт, впервые полностью проведённый в Польше. 22 января 1967 года «Баторий» спас выживших после кораблекрушения с голландского корабля «Якоб Верольм». 17 апреля 1967 года в районе маяка Эресунн, недалеко от Копенгагена, «Баторий» без серьёзных повреждений столкнулся с финским кораблем «Арктур». Совершил 112 рейсов по канадскому маршруту. Зимой также совершал круизы. В этот период кораблем командовали капитаны Ян Годецкий, Тадеуш Дрончковский, снова Тадеуш Мейснер. Последним его капитаном был Ежи Пшенны.

### Вывод из эксплуатации и утилизация
С 1 июля 1969 года «Баторий» был плавучим отелем в Гдыне (его владельцем был Президиум Городского национального совета в Гданьске, управляющей организацией — Городская туристическая компания «Гданьск-Турист»). 10 декабря 1970 года в связи с нерентабельностью он был возвращён компании «Польские океанические линии». Спустя почти два года после вывода из эксплуатации, 11 марта 1971 года, несмотря на многочисленные протесты, был продан на металлолом верфи Yau Wing Metal Junk в Гонконге. 30 марта «Баторий» отправился в последний рейс на разделку, закончившийся 11 мая. 26 мая судно посадили на берег, а 2 июня был спущен флаг.
В последнем рейсе кораблём командовал капитан Кшиштоф Мейснер, сын Тадеуша Мейснера, бывшего старшего офицера «Батория».
За свою службу корабль совершил 222 регулярных рейса, перевезя более 270 тыс. пассажиров, в 59 рейсах во время войны он перевез ещё 120 тыс. человек в качестве транспортного корабля, совершил 75 круизных рейсов с 30 тыс. пассажиров.

## Память
В Музее эмиграции в Гдыне все ещё строится (по состоянию на ноябрь 2020 г.) модель «Батория» в масштабе 1:10, которая после завершения станет самой большой моделью судна, выставленной в Польше в крытом музее.

## Галерея

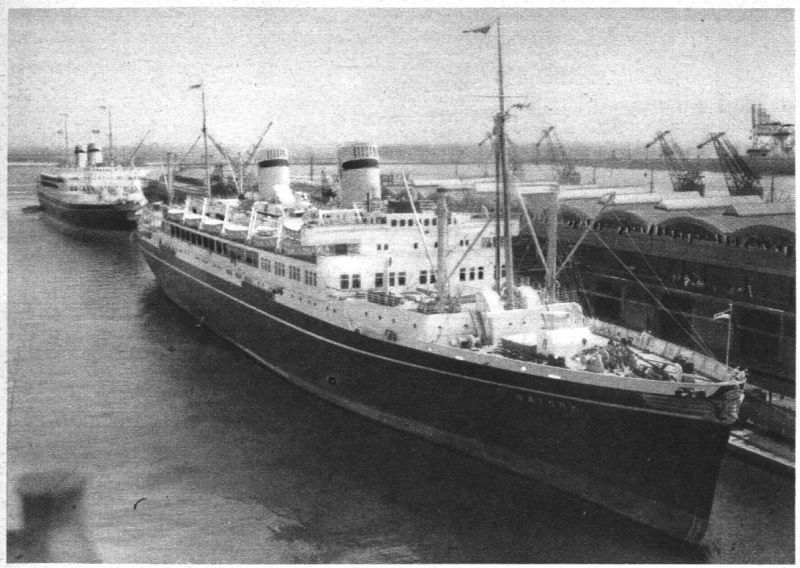
«Баторий» (за ним «Пилсудский») на Морском вокзале в Гдыне в 1937 году.
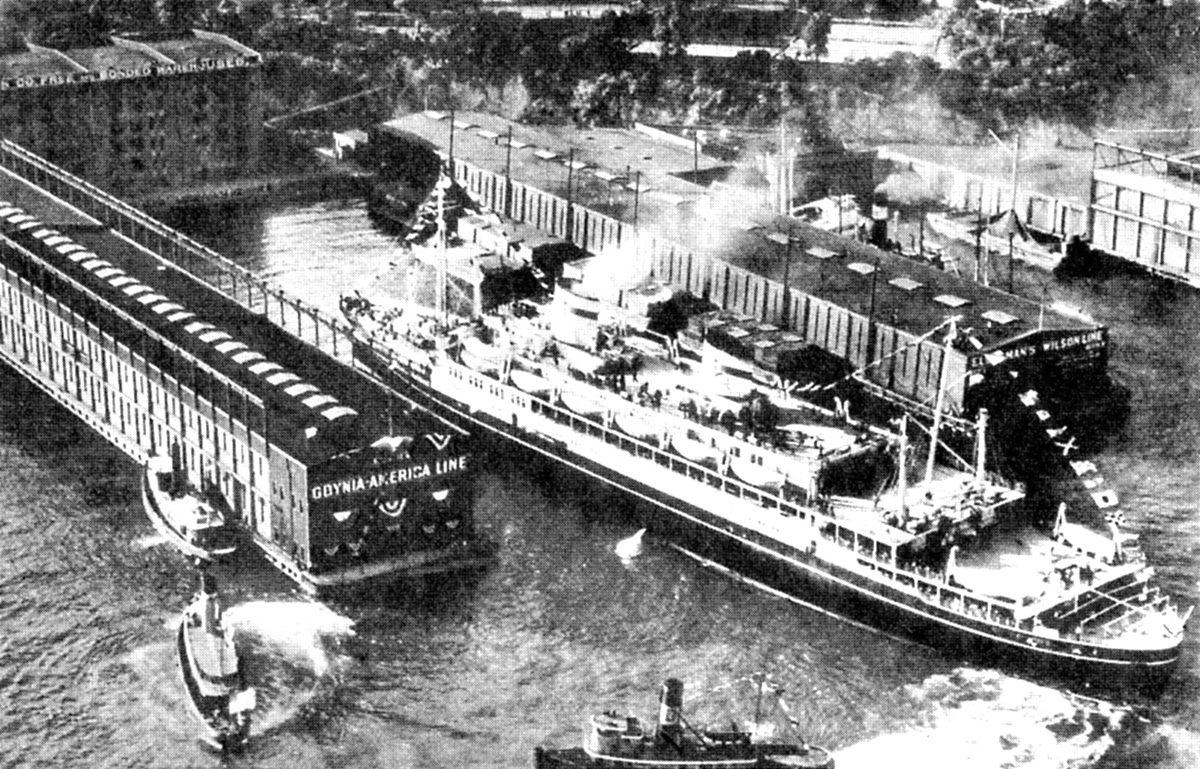
Первый заход «Батория» в порт Нью-Йорка.
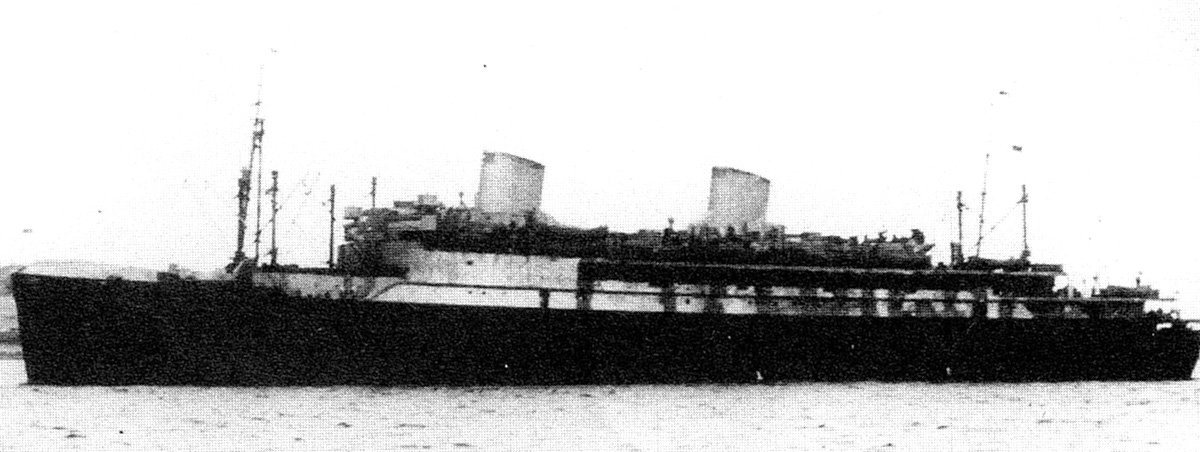
«Баторий» в боевой раскраске
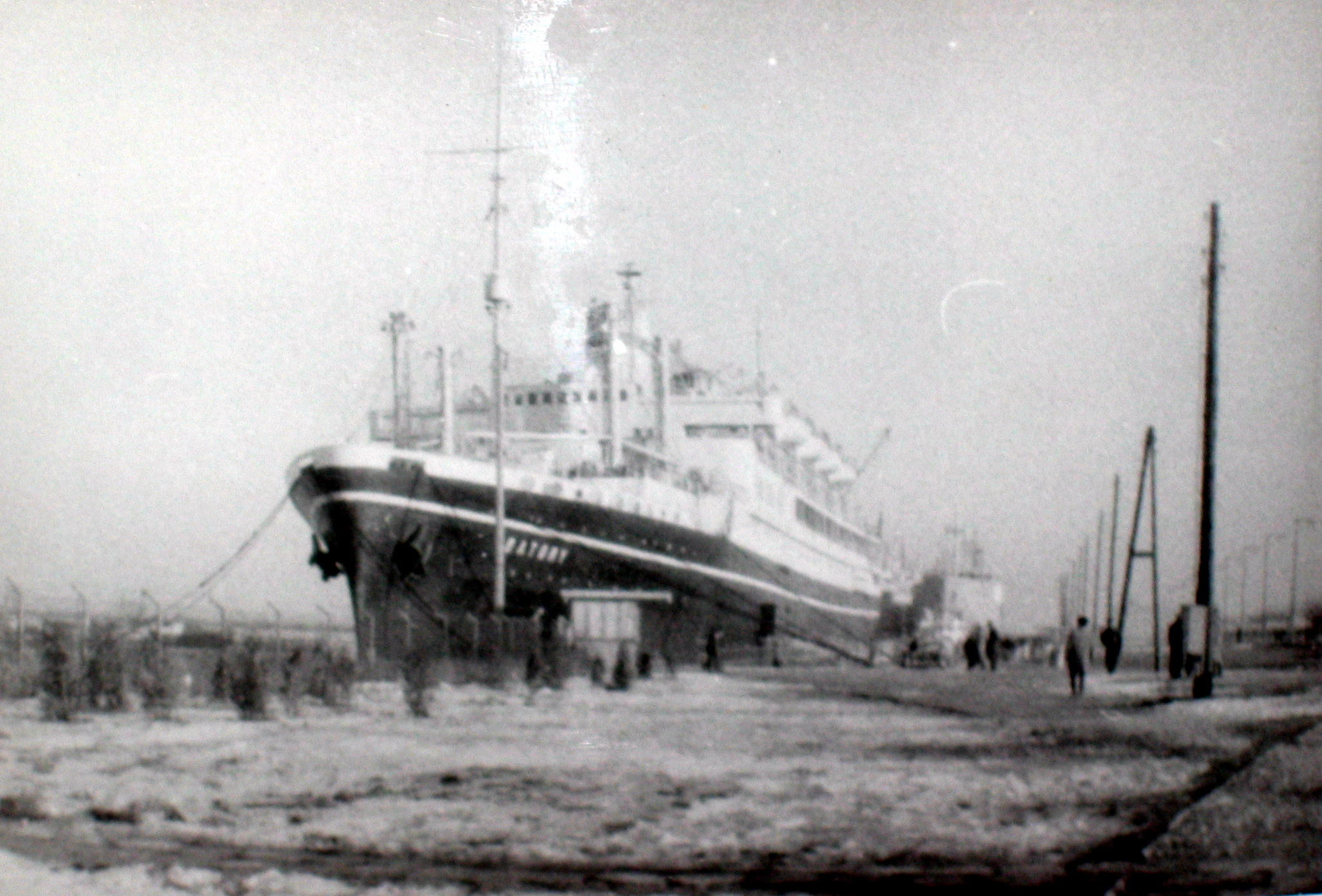
На площади Костюшко вскоре после возвращения с войны
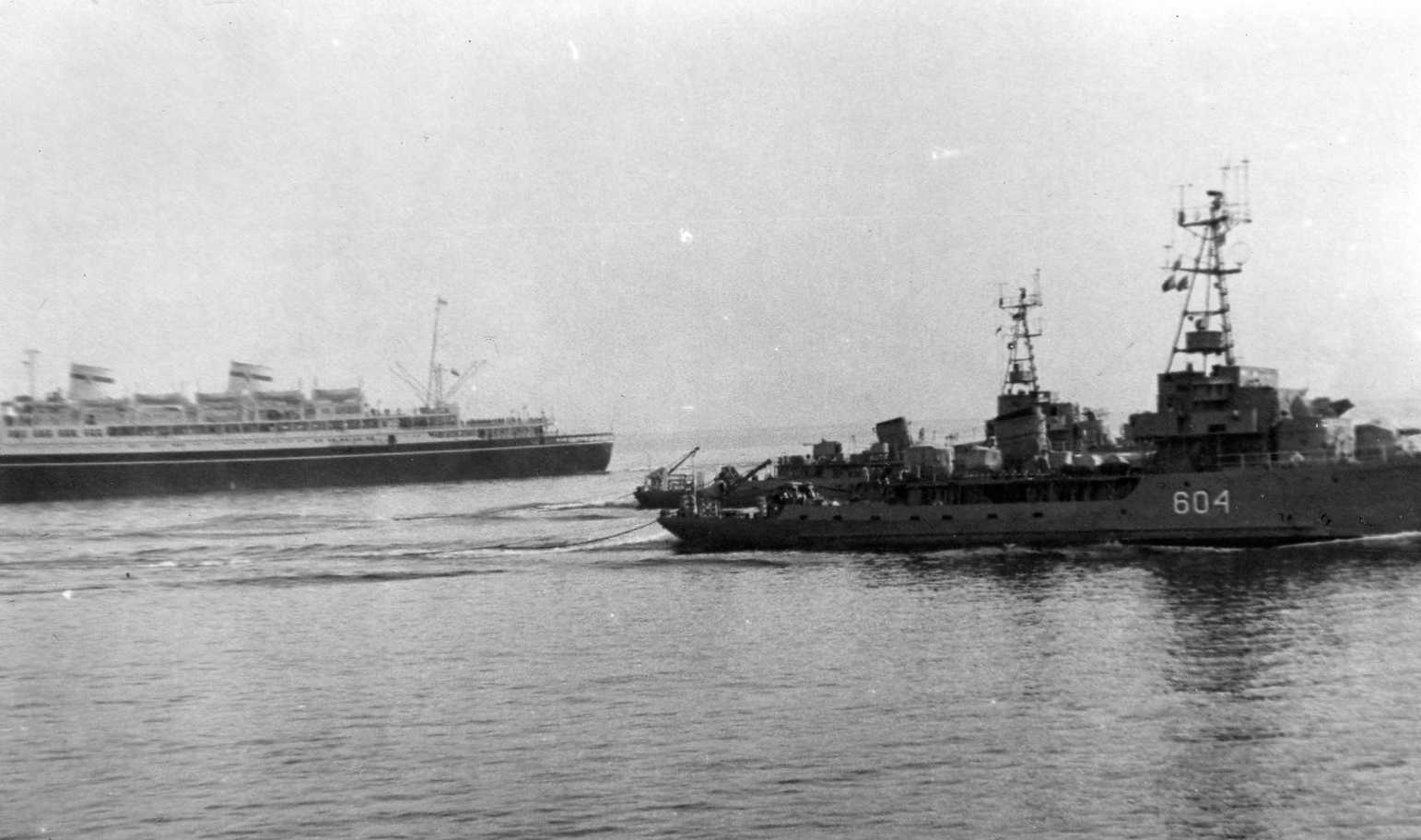
Конец 1950-х: «Баторий» и  «Дзик».
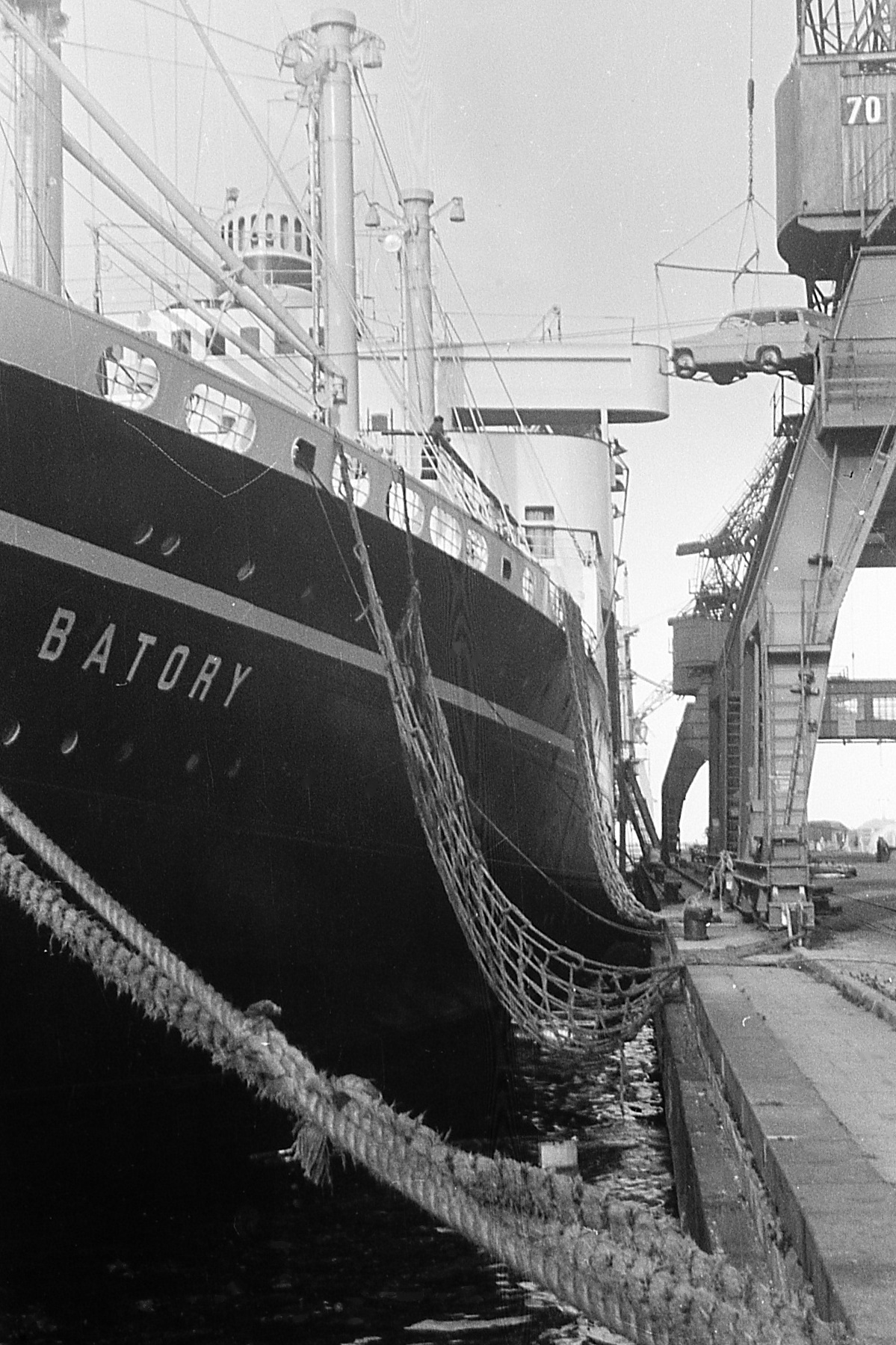
В порту Гдыня в 1960-е гг.
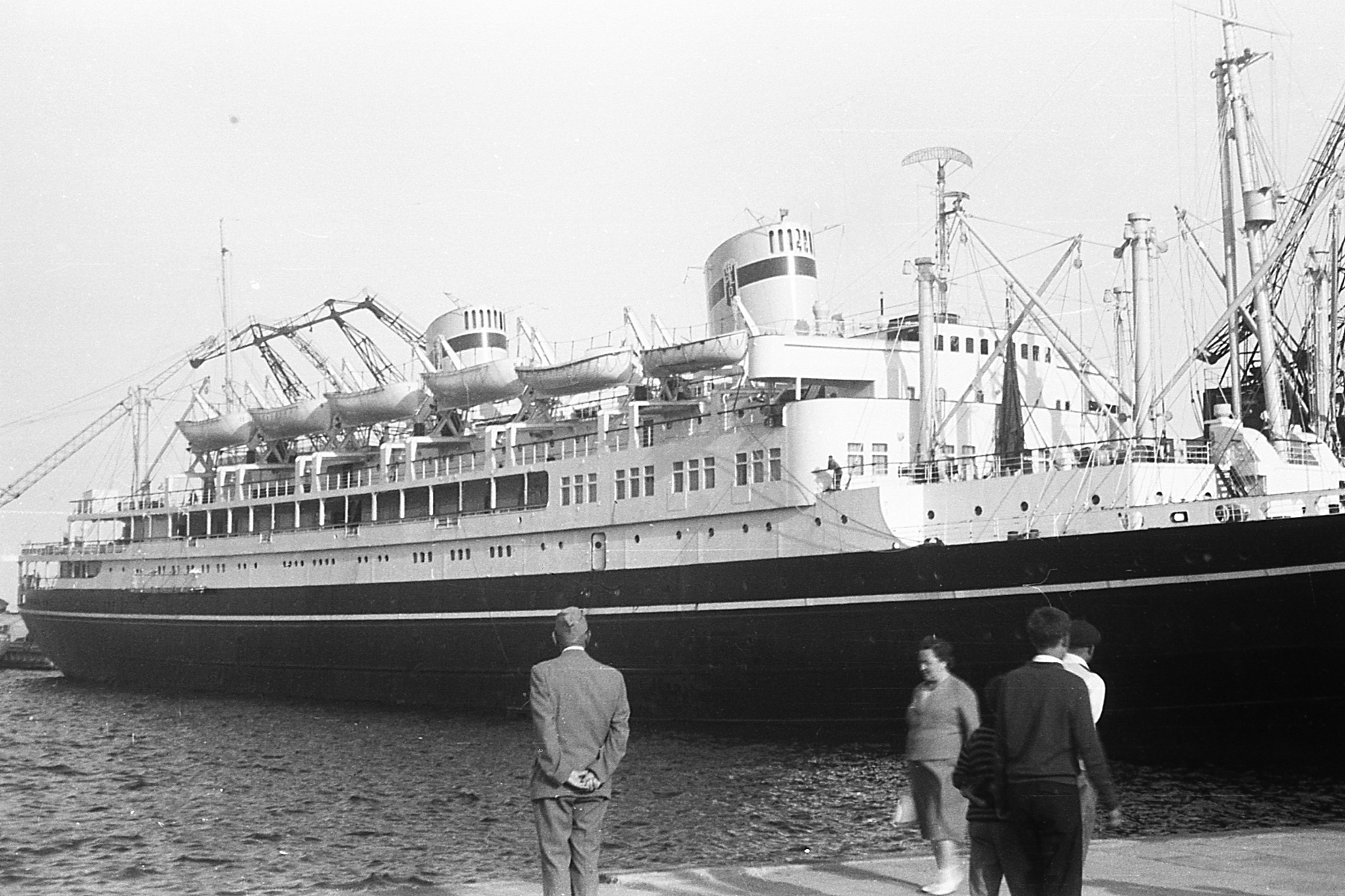
Баторий в 1962 г.
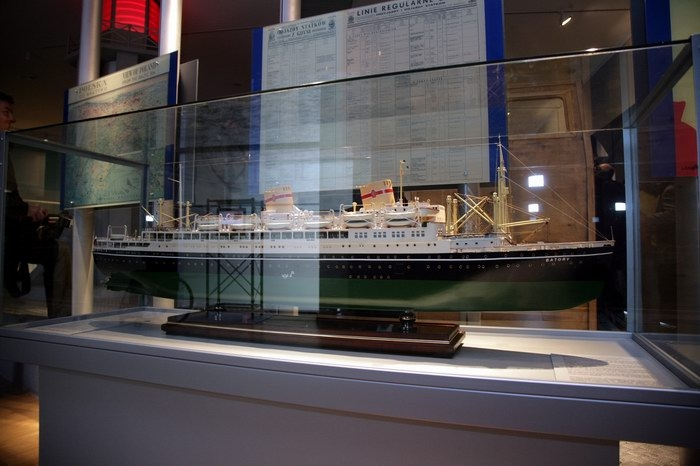
Масштабная модель в музее в Гдыне, 2007
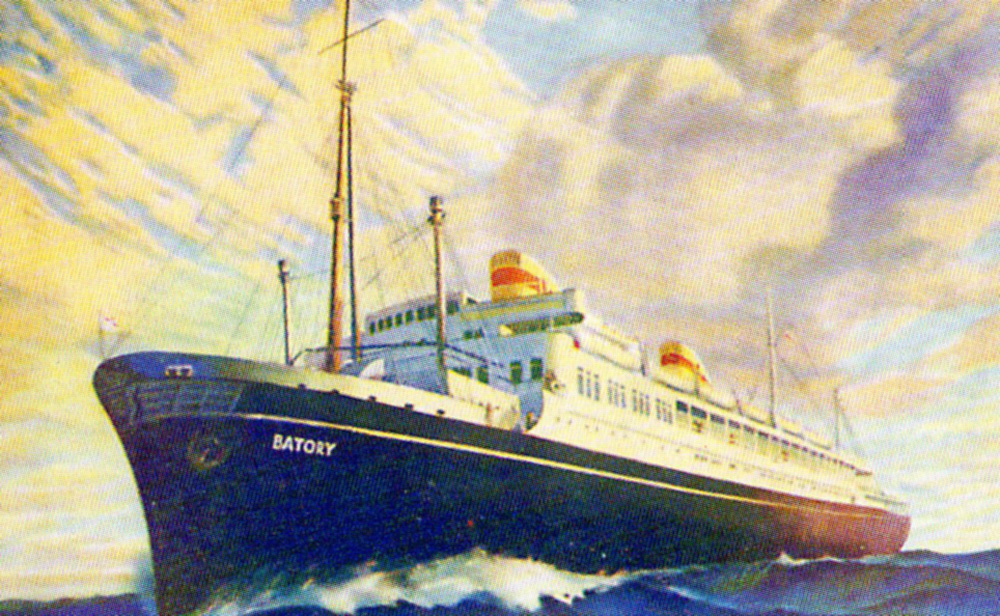
Batory
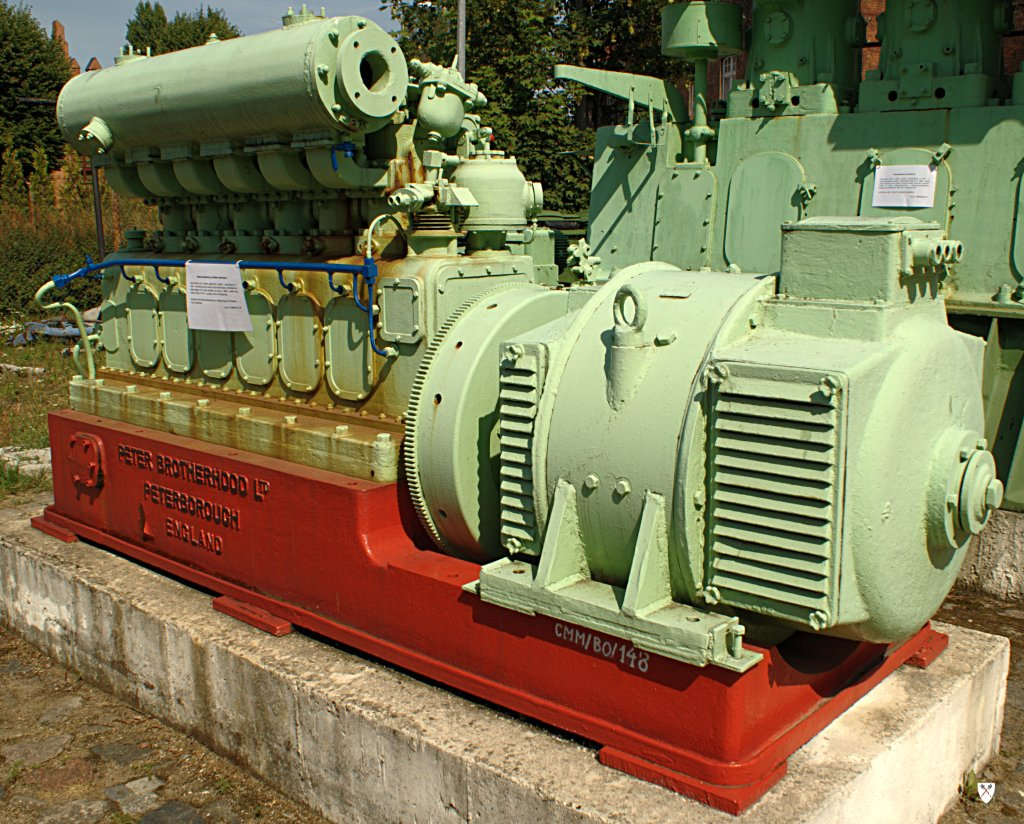
Двигатель "Батория" в Национальном морском музее в Гданьске.